# ピクラス

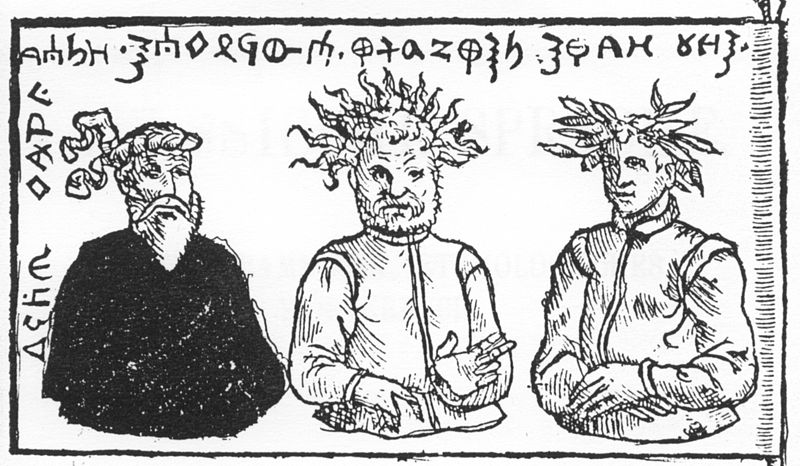
ヴィーデヴートのものとされる旗（左がピクラス）

ピクラスとは、異教時代のプロイセン神話やリトアニア人の神話で言及される神である。パトロ (Patollo)、ピコッロス (Pikollos)、ピコッルス (Pikollus)、ポックルスといった名前でも知られている。
ピクラスは、パトリムパスやペルクナスと共に、リトアニアの神話における3つの主要な神格の1つに数えられる。

## 神話
ピクラスは、鋭い眼光に白髭を蓄えた風貌、あるいはターバンを頭に巻き、緑色の長い顎髭を持った風貌の、蒼白な顔をした老人の姿で表現される。地獄を根城とし、不幸、悪、憎悪を象徴する。戦いの神であり、人間に幸福を与える一方、時折血を要求することがあり、ピクラスが立て続けに三度人前に現れた際には凄惨な不幸に襲われ、生贄を捧げなければその不幸を回避できないと言い伝えられていた。
ピクラスには、女神クルミネーとその娘ニヨラに関連する伝説がある。それによると、ピクラスはニヨラをさらい、地下の自分の王国へ連れて行った。ニヨラはそこで不死となり、たくさんの子供を得た。クルミネーは各地を跋渉して娘を探したが、その間に旅先で農耕の技法を学んではリトアニアの人々に伝えていた。ようやく地下で娘と再会したが、娘を連れ戻すことはできず、クルミネーは1人で地上に戻った。すると地上からは不幸が払拭され、幸福に満ちていたという。この伝説は、19世紀にテオドール・ナルブトによって採集されたもので、ギリシア神話におけるデーメーテールとコレーのエピソードとの類似が認められている。
ラシキウス によれば、1582年の時点で古プロイセン人達が信仰していた神々の中には、ポックルス（ピクラス）およびこれと対をなす、天地を司る神オッコピルヌスもいたという。

## 信仰

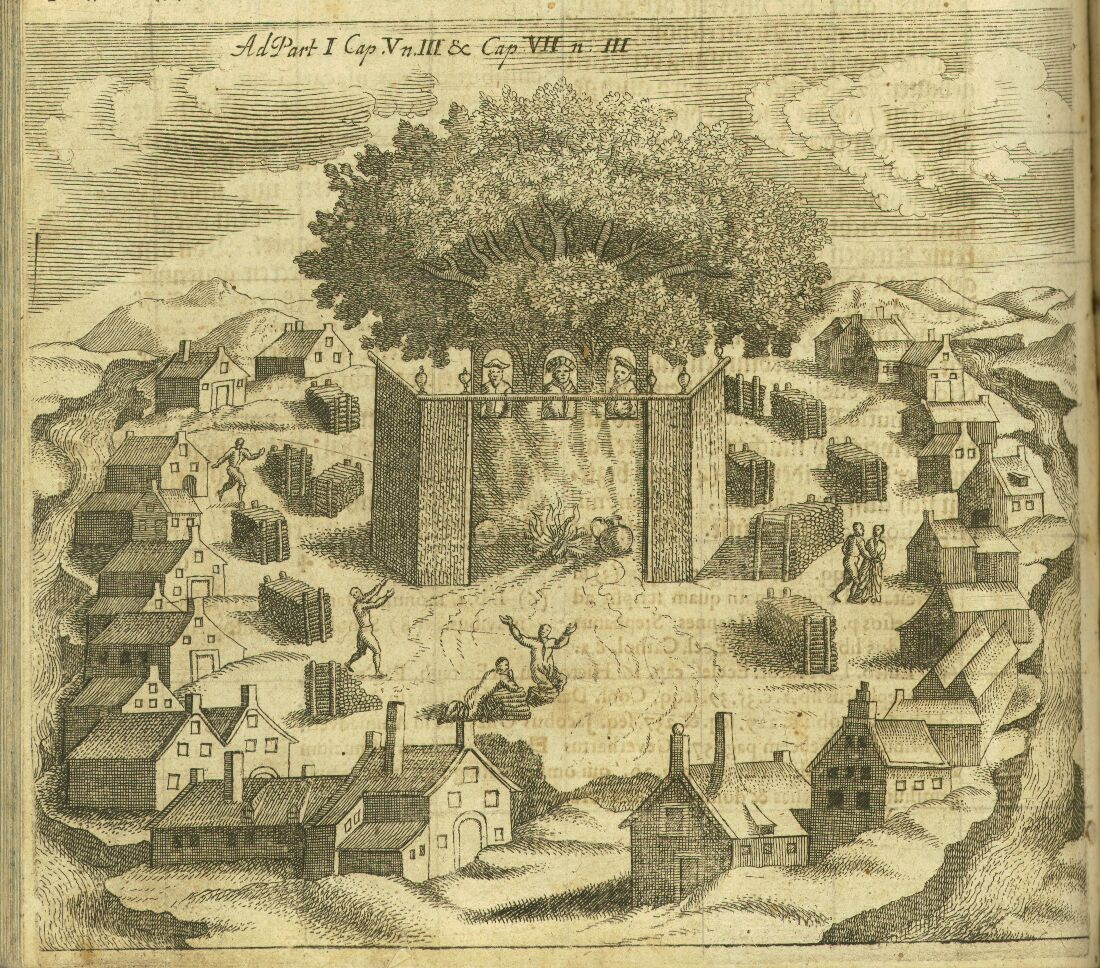
ロムヴァの神殿。大樹に3柱の神々が祀られている

ピクラスは、1853年にルートヴィヒ・ベヒシュタインが書いた『ドイツ伝説集 (Deutsches Sagenbuch)』の中でも言及されている。
古プロイセンの町ロモーフェには、夏も冬も青々とした葉を茂らせた大きな柏の木があり、そこに雷神ペルクノス (Perkunos)、死神ピコッロス (Pikollos)、そして戦争と豊饒を司る神ポトリンポス (Potrimpos) が祀られていた。ある時、ヴィーデヴート（ヴァイデヴートとも）王は、自身が高齢となり敵とも戦えなくなったことを悟ると、国を息子達に譲り、それからロモーフェにある柏の大樹の元で自身を3柱の神々に生贄として献げるべく薪の炎の中に身を投じた。
プロイセン地方のトルン（現在はポーランドの都市）にも、古プロイセン人達に広く知られた聖なる柏の大樹の4本目があった。そこにもペルクンノス (Perkunnos)、ピコッルス (Pikollus)、そしてポトリンプス (Potrimpus) の3柱の神々とそれらに次ぐ地位の多くの神々が祀られていたという。